# Nasa argemonoides
Nasa argemonoides är en brännreveväxtart som först beskrevs av Antoine Laurent de Jussieu, och fick sitt nu gällande namn av Weigend. Nasa argemonoides ingår i släktet färgkronor, och familjen brännreveväxter. Inga underarter finns listade i Catalogue of Life.